# 戈弗冰川
73°28′S 94°0′W / 73.467°S 94.000°W
戈弗冰川（英語：Gopher Glacier）是南極洲的冰川，位於埃爾斯沃思地，發源自克里斯托弗森高地，流經邦納博穹丘和安德森穹丘，由明尼蘇達大學繪入地圖和命名。